# One Life, One Soul
One Life One Soul è il secondo singolo estratto da G., il terzo album in studio della rock band svizzera Gotthard. È stato pubblicato nel marzo del 1996. Si tratta di una delle canzoni più famose del gruppo, tanto da dare il titolo alla raccolta One Life One Soul - Best of Ballads del 2002.
Il singolo ha raggiunto la posizione numero 30 della classifica svizzera nel 1996. In seguito alla prematura morte del cantante Steve Lee, nel 2010, il pezzo è rientrato in classifica, arrivando fino al quarto posto.
Durante il Firebirth World Tour del 2012, Nic Maeder ha spesso dedicato questa canzone alla memoria di Steve Lee.

## Tracce
Tutte le canzoni sono state composte da Steve Lee, Leo Leoni e Chris von Rohr, eccetto dove indicato.
CD-Maxi Ariola 74321-35978-2
1. One Life, One Soul – 3:58 (Steve Lee, Leo Leoni e Chris von Rohr)
2. Sweet Little R' R' – 3:19 (von Rohr, Maurer)
3. Immigrant Song (Live) – 4:35 (Jimmy Page, Robert Plant)

## Classifiche
| Classifica (2010) | Posizione massima |
| ----------------- | ----------------- |
| Svizzera          | 4                 |

## Versione con Montserrat Caballé
La canzone è stata nuovamente registrata dai Gotthard in duetto con il soprano spagnolo Montserrat Caballé nel 1997. Questa versione è stata pubblicata come singolo nel marzo dello stesso anno, e ha raggiunto la posizione numero 14 della classifica svizzera. I Gotthard hanno suonato il brano dal vivo insieme a Montserrat Caballé in'occasione del concerto tenuto in Piazza Grande a Locarno, che è poi divenuto l'album live D-Frosted; nel disco sarà però inserita la versione classica eseguita senza il soprano. Il duetto con la Caballé sarà utilizzato successivamente per la raccolta One Team One Spirit - The Very Best nel 2004 e per l'edizione spagnola del singolo Lift U Up nel 2006.

### Tracce
Tutte le canzoni sono state composte da Steve Lee, Leo Leoni e Chris von Rohr, eccetto dove indicato.
CD-Maxi Ariola 74321-46437-2
1. One Life, One Soul – 3:58
2. Father Is That Enough? – 4:01
3. Hijo de la luna (feat. Montserrat Caballé) – 5:20 (José María Cano)

### Classifiche
| Classifica (1997) | Posizione massima |
| ----------------- | ----------------- |
| Svizzera          | 14                |